# セイラム (バージニア州)
セイラム（英: Salem）は、アメリカ合衆国バージニア州中央部南西に位置する独立市である。東がロアノーク市に接している以外、市境は全てロアノーク郡に囲まれている。ロアノーク大都市圏に属しており、バージニア州ロアノーク地域に入っている。2010年国勢調査での人口は24,802人だった。管轄区分でロアノーク郡とは分かれているが、ロアノーク郡の郡庁舎が市内にある。昔はセイラム市がロアノーク郡の郡庁所在地だったが、現在の行政事務所はロアノーク郡の未編入領域にある。セイラム市とロアノーク郡は監獄を共有している以外、政治的には別々である。セイラム市民はロアノーク郡に対して税金を払っていない。アメリカ合衆国商務省経済分析局は統計上の目的でセイラム市とロアノーク郡を1つにしている。
市内にはロアノーク・カレッジがある。全米大学体育協会のディビジョンIII全国フットボール選手権（別名エイモス・アロンゾ・スタッグ・ボウル）と同じくディビジョンIII男子バスケットボール選手権が、毎年ここで開催されている。またマイナーリーグ野球チームのセイラム・レッドソックス（元セイラム・アバランシェ）が、本拠地としている。

## 歴史
セイラムの初期の歴史は、紀元前8000年から18世紀半ばまで、インディアンの考古学的物証によって明らかになっている。ヨーロッパ人が最初にセイラム地域を探検したのは1671年のことであり、スー語族のトテロ族が近くの村に住んでいた。探検家のトマス・バッツとロバート・ファラムが最初に地域の地名を記録した。トテロ族のトテロの町がその1つであり、トテロ族は案内人を出してさらなる探検に協力した。1752年、現在のロアノーク郡、セイラムの町の西に砦が建設され、アンドリュー・ルイス将軍に因んでルイス砦と名付けられた。セイラム市内のアンドリュー・ルイス中学校もルイスに因む命名である。グレート道路は今日、アメリカ国道11号線、後に州間高速道路81号線にほぼ沿っている。セイラムの町はこの道路沿いで旅人の世話をする小さな集落で始まり、公式には1802年に設立され、1806年には認証を受けた。セイラムという町の名が付けられた経緯は不明である。最も受け入れられている説では、町の著名な住民ウィリアム・ブライアンが、ニュージャージー州セイラムから移転してきたことを顕彰したというものである。南北戦争の間に北軍から2度攻撃された。南軍の将軍ロバート・E・リーがアポマトックス・コートハウスで降伏する前に、セイラムから集められたセイラム・フライング砲兵隊が南軍最後の砲弾を発砲したと言われている。市内にある小学校4つの内の1つが、アフリカ系アメリカ人科学者G・W・カーバーに因んで名付けられている。教育現場が人種統合される以前、この学校はアフリカ系アメリカ人のための高校だった。
セイラムは1953年にサウスセイラムの町を吸収し、1960年には東部の土地も併合して、人口は16,058人となり、当時のバージニア州で人口最大の「町」だった。1967年12月31日、ロアノーク市による併合の可能性を避けるために、公式に「市」になった。
市内には2つのカレッジがあった。1847年、男子の予備校であるバージニア・インスティチュートがスタントンからセイラムに移ってきた。1853年にカレッジの認証を受け、ロアノーク・バレーからロアノーク・カレッジと改名された。市内の中央部、メインストリートから1ブロック北にある。ロアノーク女子カレッジ、後のエリザベス・カレッジが1912年から1922年まで運営された。1921年後半に火事で焼け、再開されなかった。このカレッジはロアノーク・カレッジと同様、アメリカ福音ルター派教会の系列だった。エリザベス・カレッジのキャンパスは現在、ロアノーク・カレッジに属する住居ホールと運動場になっている。
セイラム市は運動について関心が高い。ボストン・レッドソックスのクラスA傘下であるセイラム・レッドソックスが本拠地にしている。全米大学体育協会のディビジョンIII全国フットボール選手権（別名エイモス・アロンゾ・スタッグ・ボウル）がセイラム・フットボール・スタジアムで開催されている。セイラムがこの大会を開催して成功していることで、全米大学体育協会は、ディビジョンIII男子バスケットボール選手権と同バレーボール選手権をセイラム・シビックセンターに移し、また同女子ソフトボール選手権をモイヤー・フィールドに移した。2007年、セイラム・フットボール・スタジアムで、バージニア州南西部教育クラシックが開催された。この大会は毎年ロアノーク・バレーで開催されており、昔からの黒人カレッジと黒人大学からフットボールチームが参加している。市内では他にも州、地域、全国のスポーツ大会を開催している。これらの行事は、市の受容性、近代的な施設および全体的な支持で誘致されている。セイラム高校はその運動競技で知られ、特にフットボールチームは1996年から州の選手権を6度制しており、科学捜査チームも7年連続で州のチャンピオンになった。

## 地理
セイラムは 北緯37度17分12秒 西経80度3分21秒 / 北緯37.28667度 西経80.05583度 に位置している。
アメリカ合衆国国勢調査局に拠れば、市域全面積は14.6平方マイル (38 km2) である。

## 人口動態
以下は2000年国勢調査による人口統計データである。
| 基礎データ - 人口: 24,747人 - 世帯数: 9,954 世帯 - 家族数: 6,539 家族 - 人口密度: 655人/km2（1,696人/mi2） - 住居数: 10,403軒 - 住居密度: 275軒/km2（713軒/mi2） 人種別人口構成 - 白人: 91.88% - アフリカン・アメリカン: 5.88% - ネイティブ・アメリカン: 0.13% - アジア人: 0.97% - 太平洋諸島系: 0.02% - その他の人種: 0.25% - 混血: 0.86% - ヒスパニック・ラテン系: 0.83% 年齢別人口構成 - 18歳未満: 20.9% - 18-24歳: 11.7% - 25-44歳: 26.7% - 45-64歳: 24.0% - 65歳以上: 16.8% - 年齢の中央値: 39歳 - 性比（女性100人あたり男性の人口） - 総人口: 89.3 - 18歳以上: 85.5 | 世帯と家族（対世帯数） - 18歳未満の子供がいる: 28.2% - 結婚・同居している夫婦: 50.9% - 未婚・離婚・死別女性が世帯主: 11.5% - 非家族世帯: 34.3% - 単身世帯: 29.0% - 65歳以上の老人1人暮らし: 12.2% - 平均構成人数 - 世帯: 2.32人 - 家族: 2.84人 収入と家計 - 収入の中央値 - 世帯: 38,997米ドル - 家族: 47,174米ドル - 性別 - 男性: 32,472米ドル - 女性: 23,193米ドル - 人口1人あたり収入: 20,091米ドル - 貧困線以下 - 対人口: 6.7% - 対家族数: 4.3% - 18歳未満: 7.0% - 65歳以上: 8.1% |